# آرائیک آقابابایان
آرائیک رازمیکی آقابابایان (ارمنی: Արայիկ Ռազմիկի Աղաբաբյան؛ زادهٔ ۱۹ مارس ۱۹۶۲) یک سیاستمدار اهل ارمنستان است که از تاریخ ۲۰۱۲ تا تاریخ ۲۰۲۱ سمت نمایندگی دوره‌های پنجم تا هفتم مجلس ملی جمهوری ارمنستان را برعهده داشت.

## زندگی‌نامه
در ۱۹ مارس ۱۹۶۲ در آرماویر به دنیا آمد و از en:Armenian State Pedagogical University فارغ‌التحصیل شد.  .